# Культура речи
Культура речи, языковая культура — распространённое в советской и российской лингвистике понятие, объединяющее владение языковой нормой устного и письменного языка, а также «умение использовать выразительные языковые средства в разных условиях общения». 
Этим же словосочетанием обозначается лингвистическая дисциплина, занимающаяся определением границ культурного (в вышеприведённом смысле) речевого поведения, разработкой нормативных пособий, пропагандой языковой нормы и выразительных языковых средств.
В речевой культуре, помимо нормативной стилистики, включается регулирование «тех речевых явлений и сфер, которые ещё не входят в канон литературной речи и систему литературных норм» — то есть всего повседневного письменного и устного общения, включая такие формы, как просторечие, различного рода жаргоны и тому подобное.
В других лингвистических традициях (западноевропейской, американской) проблема нормирования разговорной речи (пособия типа «как надо говорить») не обособляется от нормативной стилистики, а понятие «культура речи», соответственно, не употребляется. В языкознании восточноевропейских стран, испытавшем во второй половине XX века влияние советской лингвистики, употреблялось понятие «культура языка».

## История понятия

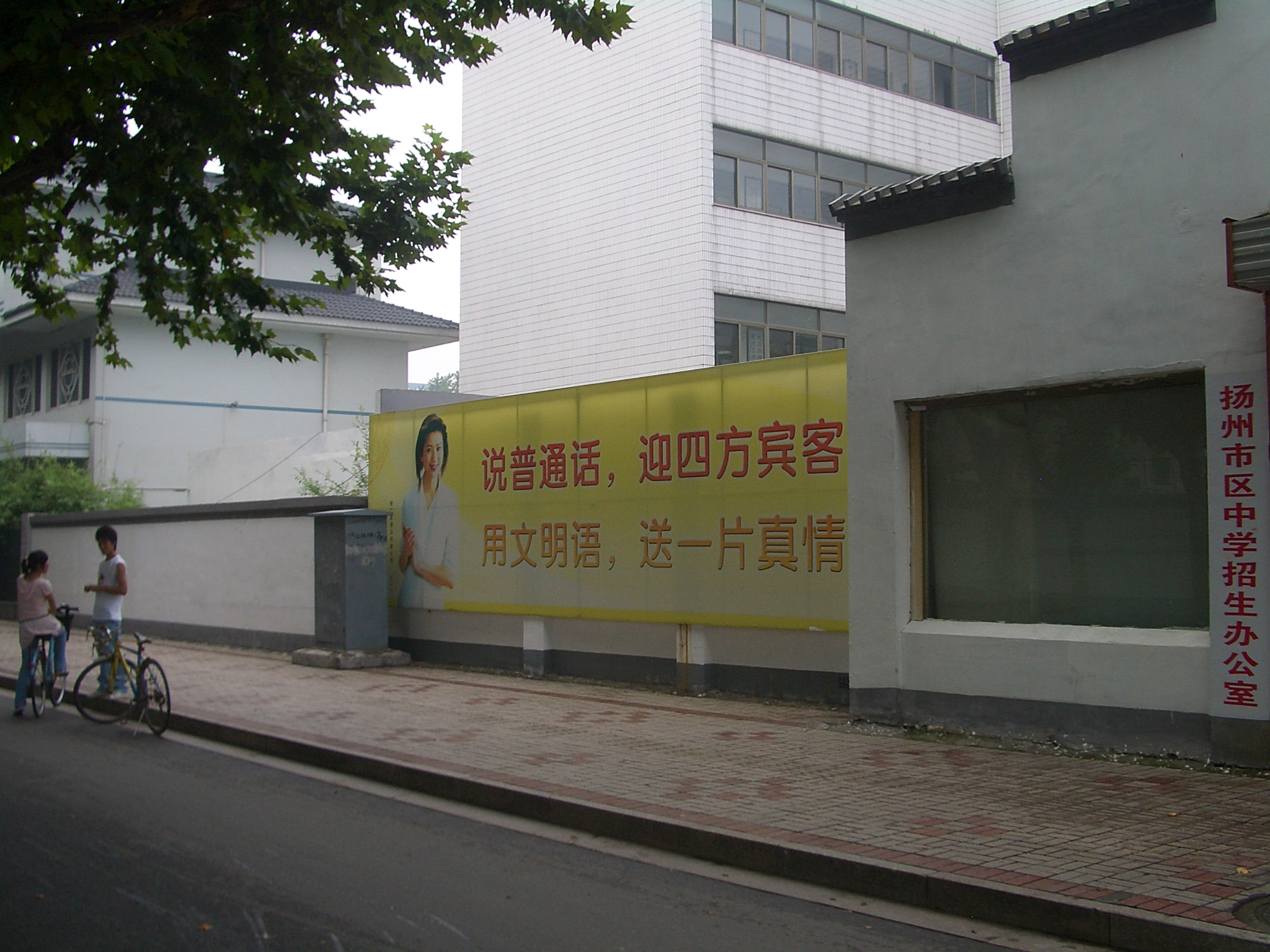
Плакат у средней школы в г. Янчжоу призывает прохожих говорить на китайском литературном языке и культурно выражаться

Нормативная стилистика развивалась в России задолго до революции под антично-средневековым, немецким и французским влиянием (начиная уже с грамматик Ломоносова; наиболее развёрнутым пособием в начале XX века была книга В. И. Чернышёва «Правильность и чистота русской речи», 1911 год). Однако понятие «культура речи» и близкое к нему понятие «культура языка» возникают лишь в 1920-е годы в связи с появлением новой советской интеллигенции и с общей послереволюционной установкой на то, чтобы «массы» «овладевали рабоче-крестьянской (пролетарской) культурой», важной частью которой была борьба за «чистоту русского языка» (обычно с опорой на соответствующие высказывания Ленина). Книга под названием «Культура языка» написана Г. О. Винокуром (2-е издание в 1929 году), о «культуре русского языка» в 1930-е годы писал С. П. Обнорский. Обычным термин «культура речи» становится после войны: в 1948 году выходит книга Е. С. Истриной «Нормы русского литературного языка и культура речи», а в 1952 году создаётся сектор культуры речи Института русского языка АН СССР и его возглавляет С. И. Ожегов, под редакцией которого с 1955 года по 1968 год выходят непериодические сборники «Вопросы культуры речи». Этому понятию посвящены теоретические работы В. В. Виноградова 1960-х годов, Д. Э. Розенталя и Л. И. Скворцова 1960—1970-х годов, в это же время появляются попытки отграничить его от термина «культура языка» (под которой предлагают понимать прежде всего свойства образцовых литературных текстов).

## Теоретические положения
Владение «культурой речи» советские теоретики разделяли на «правильность речи» (соблюдение литературной нормы, определяемой категорически: например, недопустимость вариантов вроде одел пальто или сколько время?) и «речевое мастерство» (умение выбора наиболее стилистически уместных, выразительных или доходчивых вариантов); в этом последнем случае варианты характеризуются не как «правильный или неправильный», а оценочно — «лучше или хуже» (ср. нежелательность я кушаю, а не я ем, или я сумел в смысле «смог»).
Эталоном культуры речи признаётся литературный язык, понимаемый прежде всего как язык художественной литературы. Культуре речи противопоставляется влияние диалектов, просторечия, засорение речи излишними заимствованиями, словесными штампами и «канцеляризмами» (особую известность получило публицистическое понятие «канцелярит», введённое Корнеем Чуковским в книге «Живой как жизнь»).
Крайностями, между которыми находится культура речи, считаются пуризм, ведущий к «отрыву от народной почвы, живых процессов национального языка» и «антинормализаторство» (отрицание необходимости вмешательства в языковой процесс).
Суждения о культуре речи, содержащиеся в советских лингвистических работах, обычно содержат много идеологических и философских деклараций: она связывается с общей культурой человека, любовью к языку, культурными традициями народа, достоянием социалистической культуры (название книги Скворцова 1981 года) и тому подобное.

## Культура речи как языковая политика
Культура речи в понимании ведущих советских теоретиков подразумевает не только теоретическую дисциплину, но и определённую языковую политику, пропаганду языковой нормы: в ней решающую роль играют не только лингвисты, но и педагоги, писатели, «широкие круги общественности». Просветительская деятельность в области языковой нормы носила в Союзе ССР весьма широкий характер: велась передача всесоюзного радио «В мире слов» (с 1962 года), детская передача «Радионяня», выходил телевизионный альманах «Русская речь» (с 1966 года).